# Aviv Alush
 (mai 2023).
Si vous disposez d'ouvrages ou d'articles de référence ou si vous connaissez des sites web de qualité traitant du thème abordé ici, merci de compléter l'article en donnant les références utiles à sa vérifiabilité et en les liant à la section « Notes et références ».
Avraham Aviv Alush, né le 12 juin 1982 à Kiryat-Bialik, est un acteur, chanteur, musicien, modèle et réalisateur de télévision israélien.

## Filmographie (liste partielle)

### Cinéma
- עד מדינה : 2004
- על החולמים : 2005
- רימון הזהב : 2006
- שונים : 2013
- סיפור אהבה ארץ ישראלי : 2016
- 2016 : Le Balcon des femmes
- 2017 : Le Chemin du pardon (The Shack)

### Télévision
- 2005 : Pick Up (פיק אפ) (série)
- 2007–2008 : The Island
- 2009–2011 : L'arbitre
- 2010–2011 : Asfur (série)
- 2011 : The Gordin Cell
- 2012 : Allenby St. (אלנבי) (série)
- 2013–Présent : Beauty and the Baker
- שלטון הצללים : 2018

#### Théâtre
- לשחרר את הבננה : 2011
- אם יש גן עדן : 2011
- הסוחר מוונציה : 2012
- הקמצן : 2014
- יחסים מסוכנים : 2015